# Tetris Effect
『Tetris Effect』（テトリス エフェクト）は、MonstarsとResonairが開発し、Enhance Gamesより発売されたテトリスのゲームソフト。

## ゲームプレイ
オリジナルの「テトリス」と同様に、プレーヤーはテトリミノをプレイフィールドに配置してラインを完成させ、プレイフィールドから消去する。本作、「Tetris Effect」の特徴は音楽のビートと融合したゲームであり、30の異なるテーマと音楽のステージが用意されている。
ゲームシステムにおいては新しい「ゾーン」メカニズムにより、プレイヤーは一度に複数のブロックを配置できるため、従来のテトリスゲームよりも一度に多くのラインを消去することが可能である。このゲームには、プレイヤーがゲームを進めるにつれて新たな課題につながるメタゲームレベリングシステムの要素を含む。また、後続で発売された「Tetris Effect: Connected」では、3人以上でマルチプレイが可能な特殊ルール対戦の「コネクテッドモード」が実装されている。

## 開発
Tetris Effectは、テトリス関連用語の「テトリス効果」に触発されており、2012年から開発された。共同プロデューサーの水口哲也は、テトリスを中心に音楽をベースにしたゲームを制作したいと長年のあいだ考えていたが、エレクトロニック・アーツがライセンスを保有していたため困難だった。 水口は、2012年頃から、テトリスのライセンスを保有するザ・テトリス・カンパニーの創設者であるヘンク・ブラウアー・ロジャースと、音楽と融合した「ゾーン」を導入したテトリスの開発を協議し、ゲーム開発を開始した。このゲームは、 PlayStation VRヘッドセットにも対応しており、2018年11月9日にリリースされた。
Microsoft Windows版の発売は、2019年7月23日にOculus RiftとHTC ViveのVRシステム用に、続いて2020年5月14日にOculus Quest用が発売された。2020年7月23日には、Xbox OneおよびXbox Series X/Sに向けて全く新しいマルチプレイヤーモードが含まれる『Tetris Effect: Connected』が発表され2020年11月10日に発売、同時にXbox Game Passに追加された 。このマルチプレイヤー拡張は、2021年8月19日にPlayStation 4およびPlayStation VR、Epic Gamesストア、およびOculus Questの無料アップデートとしてリリースされ、クロスプラットフォーム・マルチプレイに対応した。また、同日Steam版も発売された。2021年10月8日にはNintendo Switch版が発売された。

## 評価
このゲームは批評家から高い評価を受け、複数のゲームオブザイヤーに選出された。
発売日より、Tetris Effectは非常に肯定的なレビューを受け、多くの批評家が新しいゲームモード、サウンドトラック、ビジュアル、VR対応を賞賛した。一部の批評家はそれをテトリスへの適切なラブレターと呼んでいる。Metacriticでメタスコアは89（最大100）である。
2018年Game Critics Awardsでの「BestVR / ARGame」部門の受賞をはじめ、数多くのゲーム賞にノミネートされて受賞している。特に、音楽部門・グラフィックス部門・VR部門での受賞が多い。
Eurogamerは、Tetris Effectを2018年のゲームオブザイヤーに選出し、「これは完全に純粋なゲームであり、時代を超えたクラシックを現代風にアレンジしたものであり、真に刺激的で高揚する体験である」と述べた。 Giant Bombもまた2018年のベストゲームとした。
Tetris Effectは、発売初週に日本国内では4,372本を販売しており、2020年10月末時点では世界累計で50万本を突破している。